# Radion Cucereanu
Radion Cucereanu (n. 23 august 1927, satul Ruseni, județul Soroca, Regatul României – d. 6 februarie 2018, Chișinău, Republica Moldova) a fost un autor de manuale, lucrări didactice și povestiri și profesor român din Basarabia, membru al Uniunii Scriitorilor din Moldova, precum și un luptător pentru românism, autor al trilogiei „Lacrimile românilor basarabeni”. Este cetățean de onoare al comunei natale Ruseni.

## Biografie
Radion Cucereanu s-a născut în data de 23 august 1927, în satul basarabean Ruseni, județul Soroca, Regatul României (azi Ruseni, comuna Ruseni, raionul Edineț, Republica Moldova). Tatăl său, Vladimir, a fost funcționar la primărie și om respectat de săteni. Potrivit unuia dintre nepoții lui Radion, Cristian, Vladimir avea origini bucovinene și era unul dintre cei mai cultivați oameni din sat. Mama lui Radion, Lidia, a murit la scurt timp după nașterea sa, iar Vladimir s-a căsătorit cu Ana, care a devenit astfel mama vitregă a lui Radion. Radion, încă din copilărie a fost bibliofil.
A studiat la Colegiul agricol din Grinăuți (1945-1949) și la facultatea de biologie și chimie a Institutului Pedagogic din Tiraspol (1951-55).
S-a consacrat activității pedagogice, fiind profesor de biologie în școală. Între 1951 și 1961, Radion a predat în școlile din satele Grozești, Dolna și Micleușeni din raionul Nisporeni. Din 1961 până în 1964 a fost colaborator al Institutului de Perfecționare a Cadrelor Didactice din Moldova. A jucat un rol în eliminarea din școli a pseudo-științei biologie promovate de Lâsenko. S-a ocupat de instruirea profesorilor de biologie, ajungând să aibă discipoli pe tot teritoriul Republicii Moldova de azi.
Din 1964 până în 1971 a realizat împreună cu trei elevi emisiunea „Prieteni ai naturii”. A fost membru permanent al juruiului la zece olimpiade televizate de biologie. În anii 1970-73 a elaborat împreună cu crainicul Elena Strâmbeanu emisiunea „Plai natal”, în care erau abordate problemele mediului înconjurător.
În 1987, deschide Muzeul Pâinii în satul Grinăuți-Moldova din raionul Ocnița. Timp de patru ani, muzeul a avut aproximativ 6000 de vizitatori, după care și-a încetat activitatea.
Potrivit nepotului Cristian, Radion „a sădit în anii 1970 o mulțime de copaci în jurul actualului Institut de Științe ale Educației din cartierul Poșta Veche din Chișinău, în apropierea locuinței în care a locuit în ultimii 35 de ani de viață. Din această cauză, lumea a numit o perioadă acest loc „Dumbrava lui Radion Cucereanu”.” Potrivit aceluiași, în perioada în care a trăit în URSS, gândierea lui Radion a fost influențată de propaganda sovietică, devenind un admirator al lui Lenin, concepții de care s-a debarasat mai târziu:
„În jurul anilor 1990, bunicul Radion s-a debarasat definitiv de ideologia comunistă, aflând tot adevărul despre crimele lui Lenin și Stalin, și și-a descoperit vocația românească. S-a închinat în fața statuii lui Ștefan cel Mare și a zis „Măria Ta, eu sunt român.””
În 1997 a editat revista „Natura și omul”, însă în scurt timp publicația a fost închisă din cauza problemelor financiare. În anii 2001-2002, a fost corespondent netitular la revista „Natura”. În 2003-2004, a publicat eseuri în fiecare număr al revistei „Florile Dalbe”, iar în 2005 a fost moderatorul paginii tematice lunare „Ave Terra!”
A publicat șase cărți de literatură artistică (povestiri pentru copii), două manuale școlare, 15 lucrări didactice, trei lucrări științifice populare,  precum și trilogia „Lacrimile românilor basarabeni” (2012) și a fost co-autor al cărții „Martiriul transnistrean sub jugul totalitar rusesc” (2013).
În 2012, și-a dăruit arhiva Muzeului Pedagogic Republican din Chișinău.

## Lucrări publicate
- Primul zbor, Chișinău, Literatura Artistică (1974)
- Tainicul clopotar, Chișinău, Literatura Artistică (1979)
- Nucul, Chișinău, Literatura Artistică (1981)
- Inimă fermecată, Chișinău, Literatura Artistică (1987)
- V. Șatalov. Repere instructive - botanica clasa a V-a (1989)
- Programa de educație pentru sănătate clasele V-IX, ediția I (1995)
- Program de educație pentru sănătate clasele V-IX, ediția a II-a (1996)
- Botanica clasa a V-a, Chișinău, Lumina (1994)
- Științe clasa a V-a, Chișinău, Lumina, Litera (2000)
- Poznanie mira V-îi class, Chișinău, Lumina, Litera (2000)
- Călăuza profesorului - științe clasa a V-a, Chișinău, Lumina (2000)
- Poznanie mira V-i class - cniga dlea prepodovatelia, Chișinău, Lumina (2000)
- Surprinde adierile naturii, 300 de cugetări despre natură și om, ediția I, Chișinău, Lyceum (2004)
- Surprinde adierile naturii, 365 de cugetări despre om și mediul ambiant, ediția a II-a, Chișinău, Lyceum (2005)
- Repere geografice clasa a V-a, Chișinău, Lyceum (2005)
- Repere geografice clasa a VI-a, Chișinău, Lyceum (2005)
- Științe clasa a V-a - caietul elevului, Chișinău, Integritas (2005)
- Vocabular - biologie. Clasa a VI-a, Chișinău, Integritas (2005)
- Vocabular - biologie. Clasa a VII-a, Chișinău, Integritas (2005)
- Repere instructive - biologie. Clasa VIII-a, Chișinău, Integritas (2005)
- Repere instructive - biologie clasa IX, Chișinău, Integritas (2005)
- Repere instructive - biologie clasa X, Chișinău, Integritas (2005)
- Caietul elevului - biologie clasa a VIII-a (2005)
- Caietul elevului - biologie clasa a IX-a (2005)
- Caietul elevului - biologie clasa a X-a (2005)
- Câinele: prietenie și fidelitate, Chișinău, Univers Pedagogic (2006)
- Pisica: blândul răpitor, Chișinău, Grafema Libris (2007)
- Imn calului, Chișinău, Grafema Libris (2008)
- Lacrimile românilor basarabeni (trilogie), București, Ed. Biodova (2012)
- Martiriul transnistrean sub jugul totalitar rusesc (coautor), Chișinău (2013)